# Seznam švicarskih dirigentov
Seznam švicarskih dirigentov.

## A
- Ernest Ansermet (1883-1969)
- Edmond Appia (1894-1961)

## B
- Rudolf Baumgartner
- Baldur Brönnimann

## C
- Michel Corboz (1934-)

## D
- Jean-Luc Darbellay (1946-)
- Charles Dutoit (1936-)

## E
- Titus Engel (1975-)

## F
- Edwin Fischer (1886-1960)

## G
- Peter-Lukas Graf (1929-)

## H
- Friedrich Hegar (1841-1927)
- Heinz Holliger (1939-)

## J
- Armin Jordan (1932-2006)

## K
- Carlos Kleiber

## P
- Fernando Paggi (1914-1973)

## R
- Karl Anton Rickenbacher (1940-2014)

## S
- Paul Sacher (1906-1999)

## V
- Silvio Varviso (1924-2006)

## W
- Felix Weingartner (1863-1942)

## Z
- Kaspar Zehnder (1970-)